# Œnothère
 (juin 2017).
Si vous disposez d'ouvrages ou d'articles de référence ou si vous connaissez des sites web de qualité traitant du thème abordé ici, merci de compléter l'article en donnant les références utiles à sa vérifiabilité et en les liant à la section « Notes et références ».
Oenothera
Pour les articles homonymes, voir Onagre.
Genre
Classification phylogénétique
Sections de rang inférieur
- Oenothera sect. Anogra
- Oenothera sect. Calylophus
- Oenothera sect. Contortae
- Oenothera sect. Eremia
- Oenothera sect. Gaura
- Oenothera sect. Gauropsis
- Oenothera sect. Hartmannia
- Oenothera sect. Kleinia
- Oenothera sect. Kneiffia
- Oenothera sect. Lavauxia
- Oenothera sect. Leucocoryne
- Oenothera sect. Megapterium
- Oenothera sect. Oenothera
- Oenothera sect. Pachylophus
- Oenothera sect. Paradoxus
- Oenothera sect. Peniophyllum
- Oenothera sect. Ravenia
- Oenothera sect. Xanthocoryne

Oenothera est un genre de plantes à fleurs de la famille des Onagraceae. C'est le genre des œnothères, herbes aux ânes ou onagres. Ce sont des plantes herbacées.

## Phytonymie
Onagre est emprunté au grec onagra (formé de onos, « âne » et agrios, « sauvage »), attesté dans cet emploi chez Dioscoride, par l'intermédiaire d'un latin botanique onagra ou oenagra (par rapprochement avec les termes en œno-, à cause de l'odeur vineuse des racines séchées de la plante ou de l'utilisation de la racine infusée pour apprivoiser les bêtes sauvages). Le nom de genre Oenothera vient ainsi du grec oïnos, « vin » et thêra, « chasse aux bêtes sauvages ».
Plus précisément, le nom vient du grec oïnos, « vin » et thêráo, « chasser ou bien poursuivre » et signifie « la poursuivante du vin ». Théophraste (IVe – IIIe siècle av. J.-C.) écrit que l’onagre (oinothêras) administré avec du vin rend l'esprit agréable et heureux.
Les grosses racines au goût un peu poivré sont consommées crues ou le plus souvent cuites après épluchage, leur chair blanchâtre prenant une teinte un peu rose à la cuisson et un goût de viande fumée, ce qui vaut à ces plantes le surnom de « jambon des jardiniers ».

## Galerie d'images, vidéo

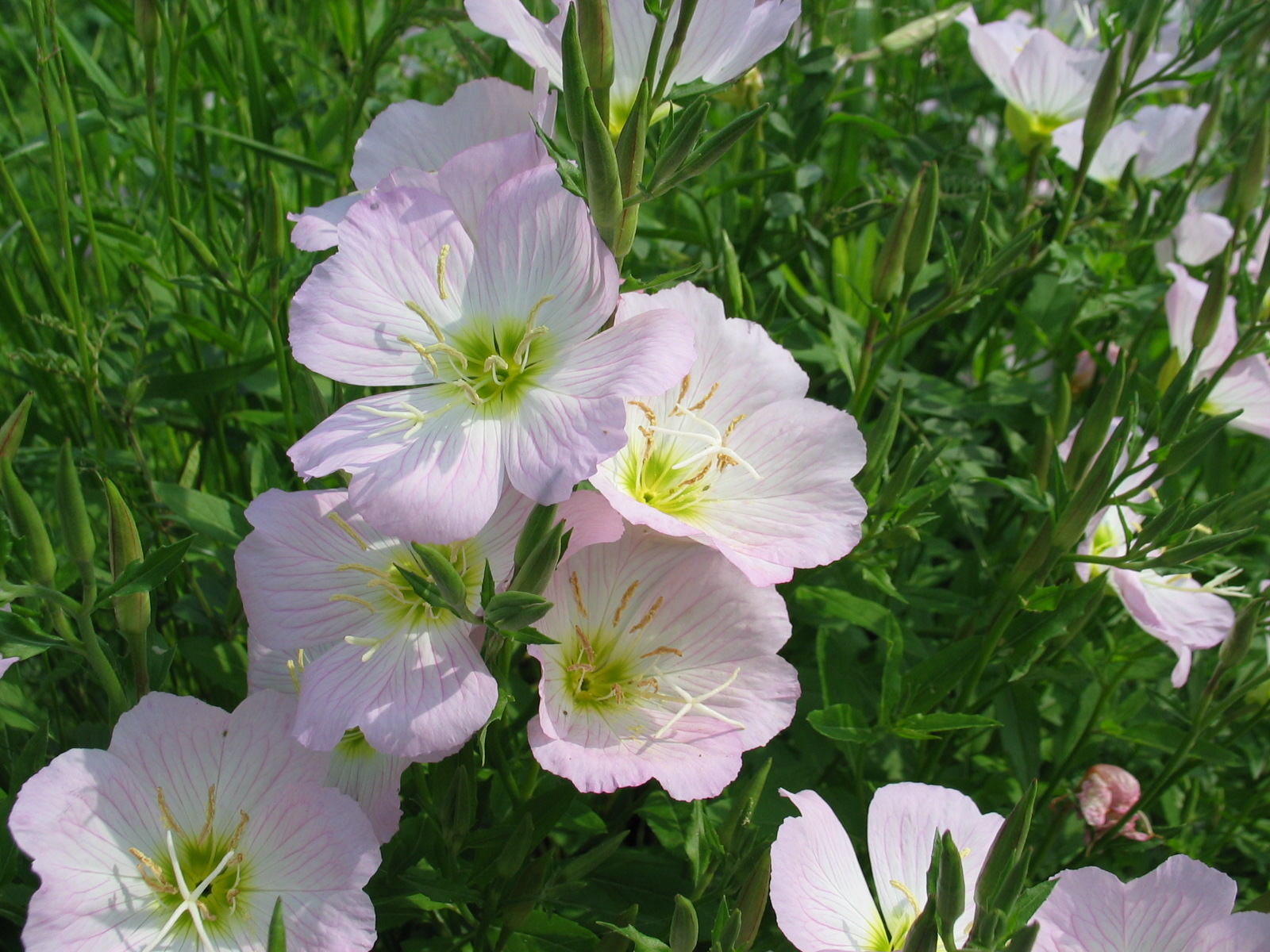
Fleurs d'Oenothera speciosa.
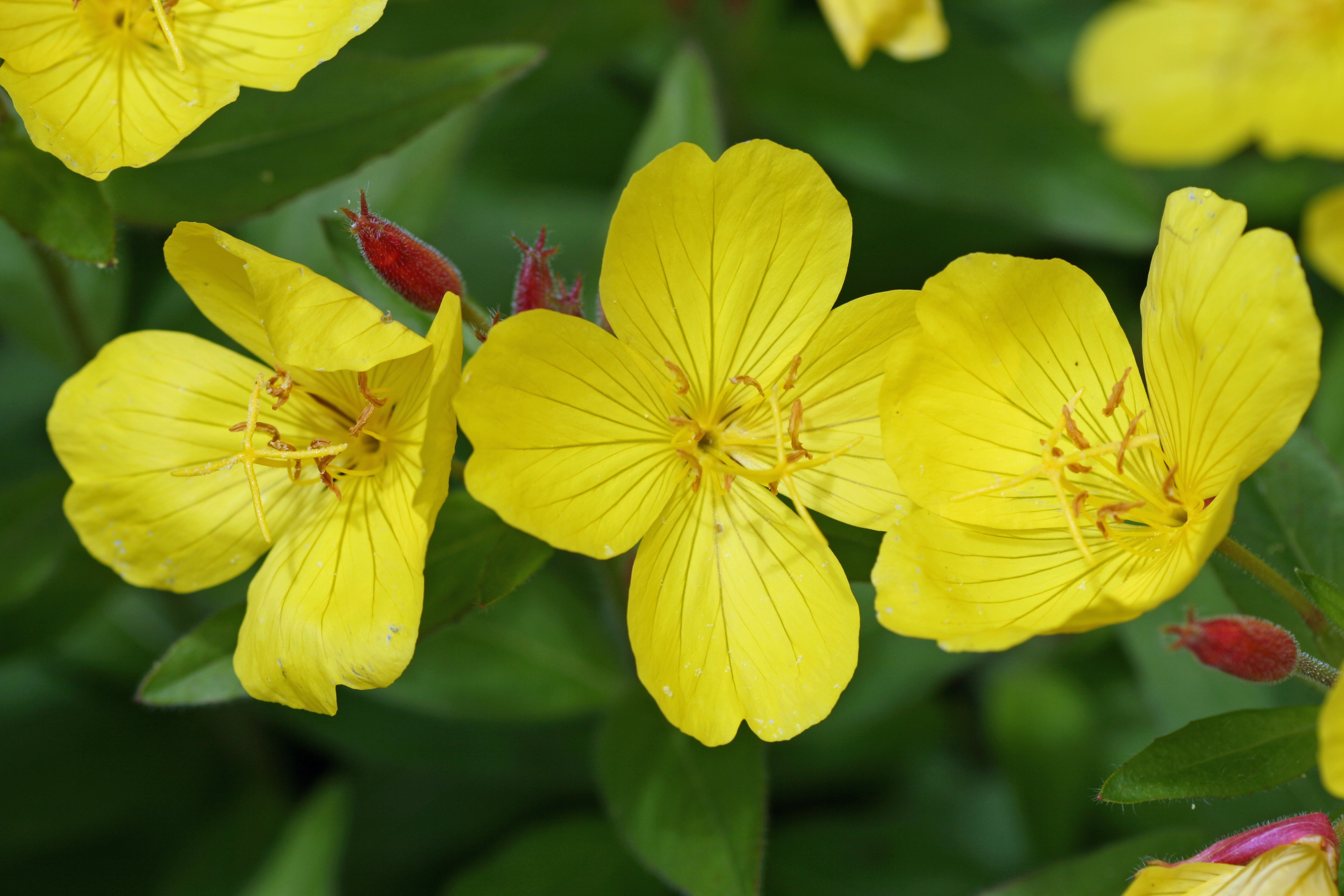
Fleurs d'Oenothera fruticosa.
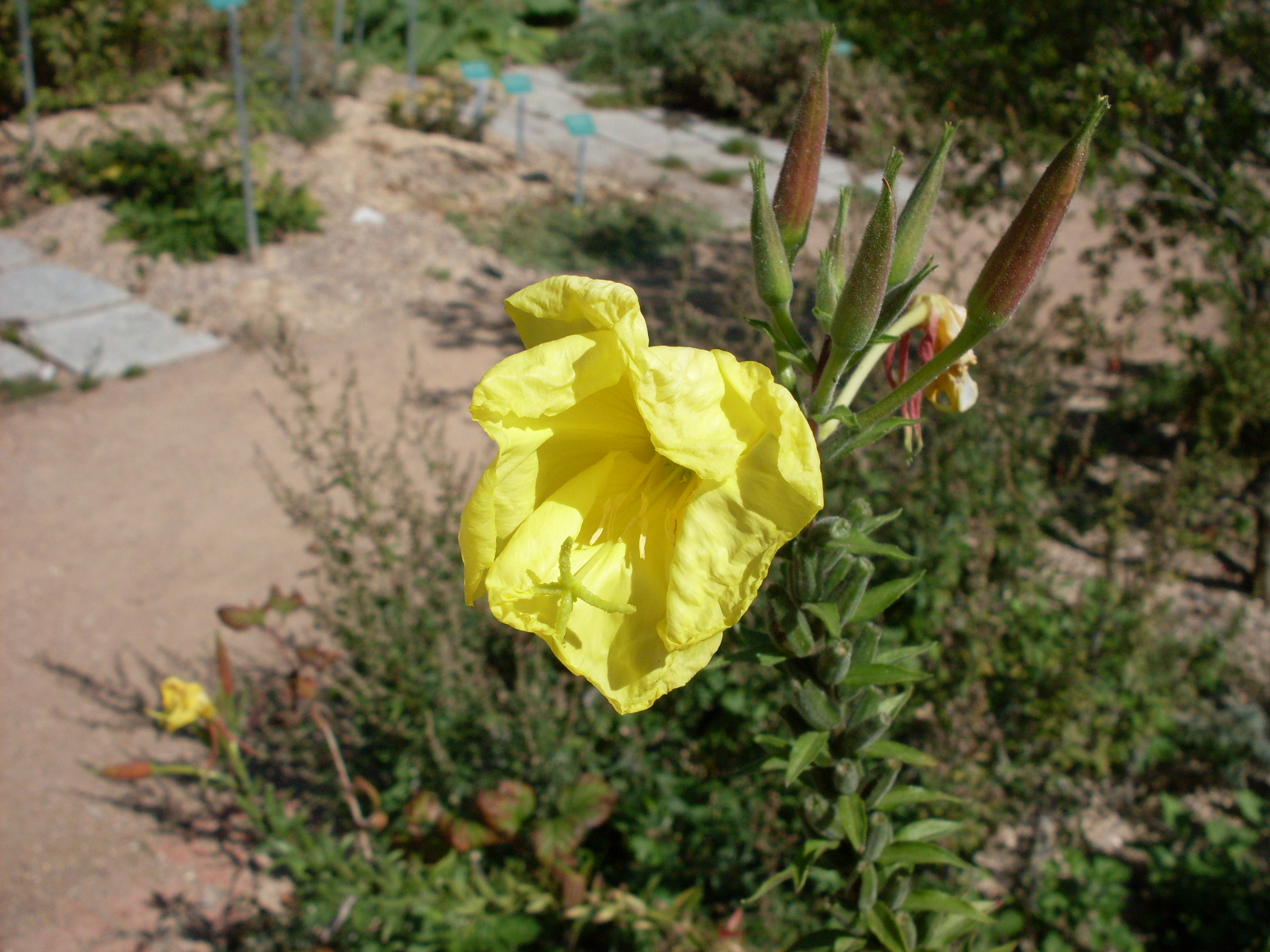
Onagre de Glaziou.
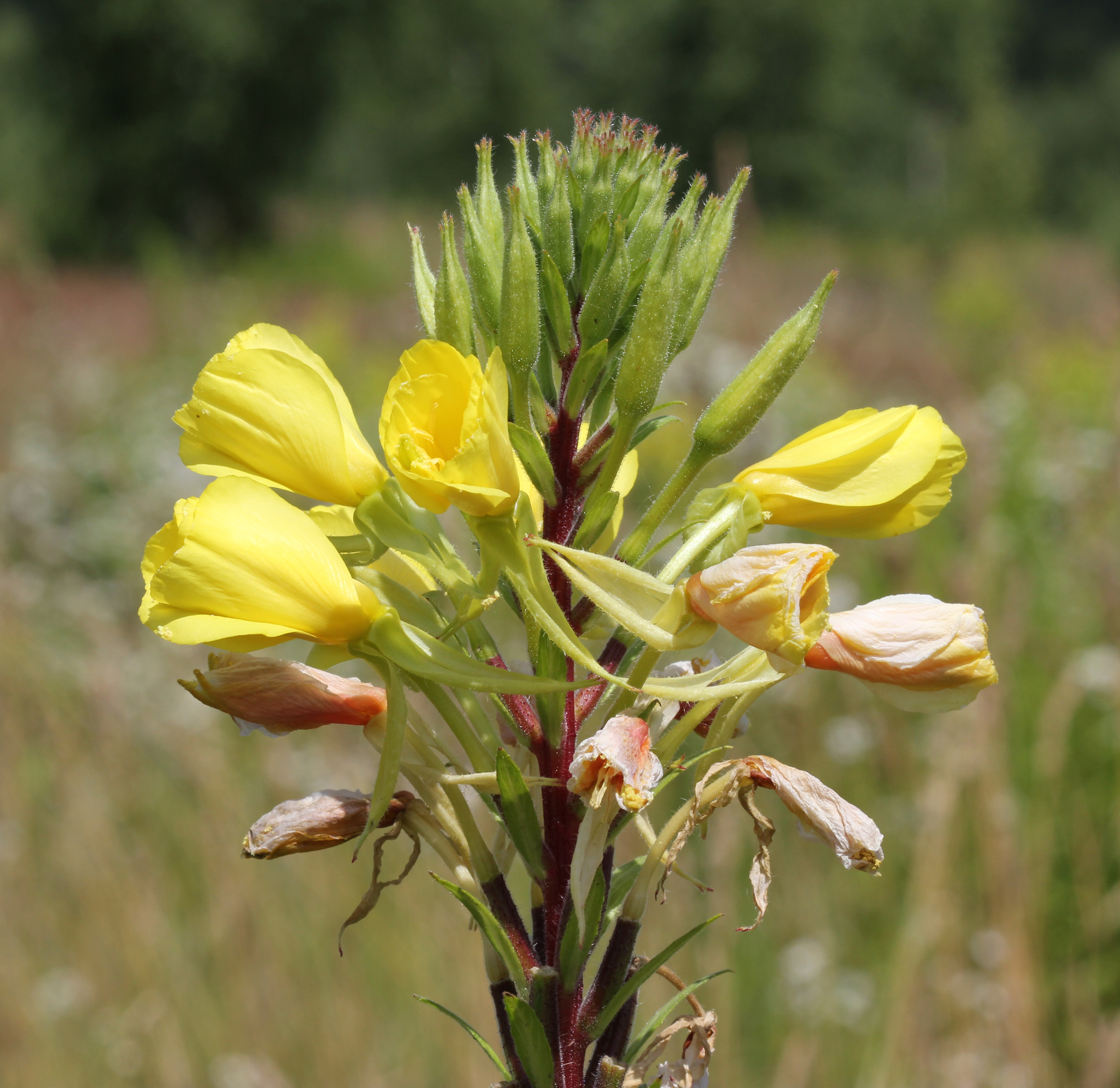
Fleurs d'onagre vespérale à pétioles rouges (Oenothera rubricaulis).
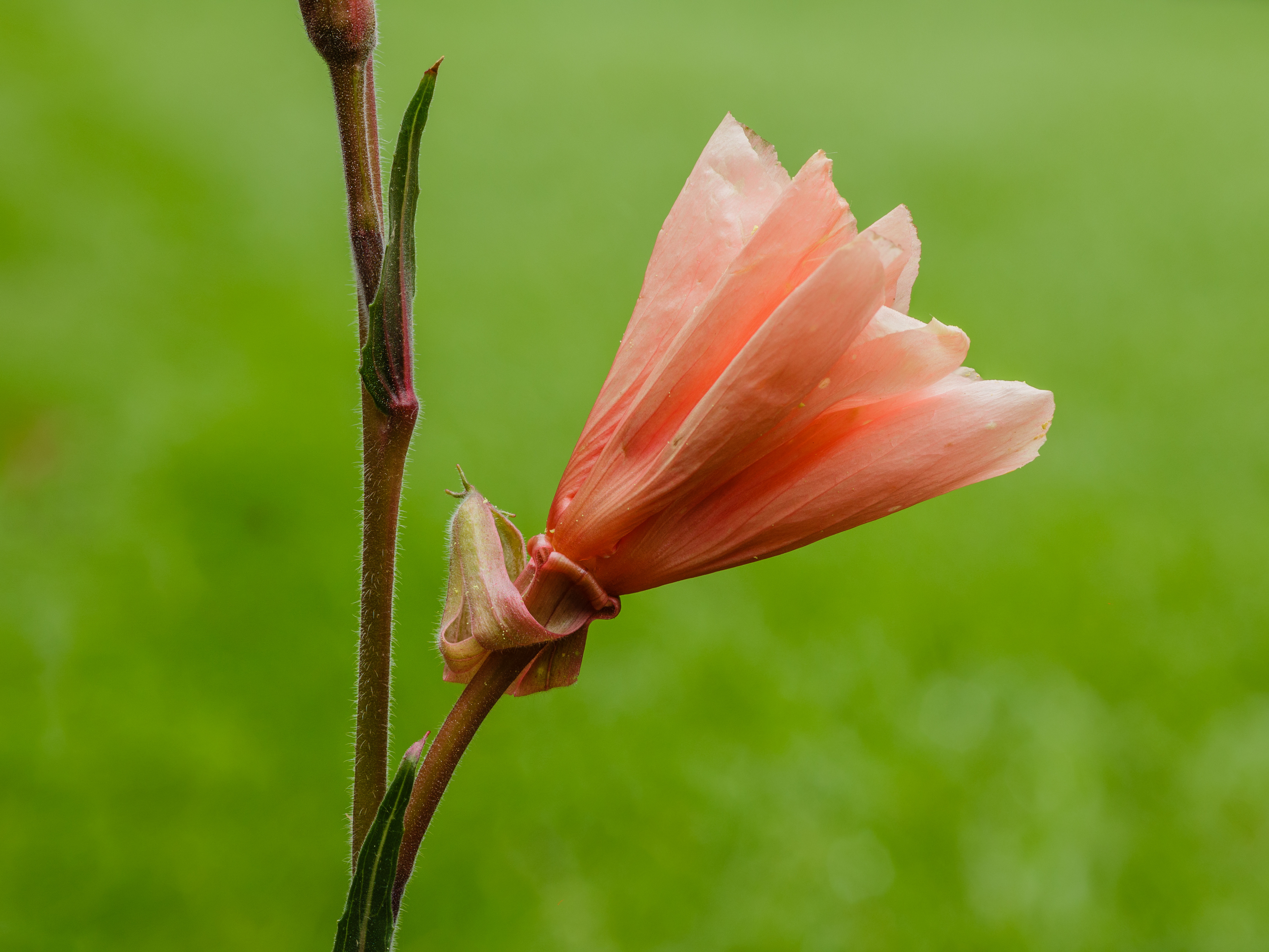
Fleur fermée.

## Liste d'espèces

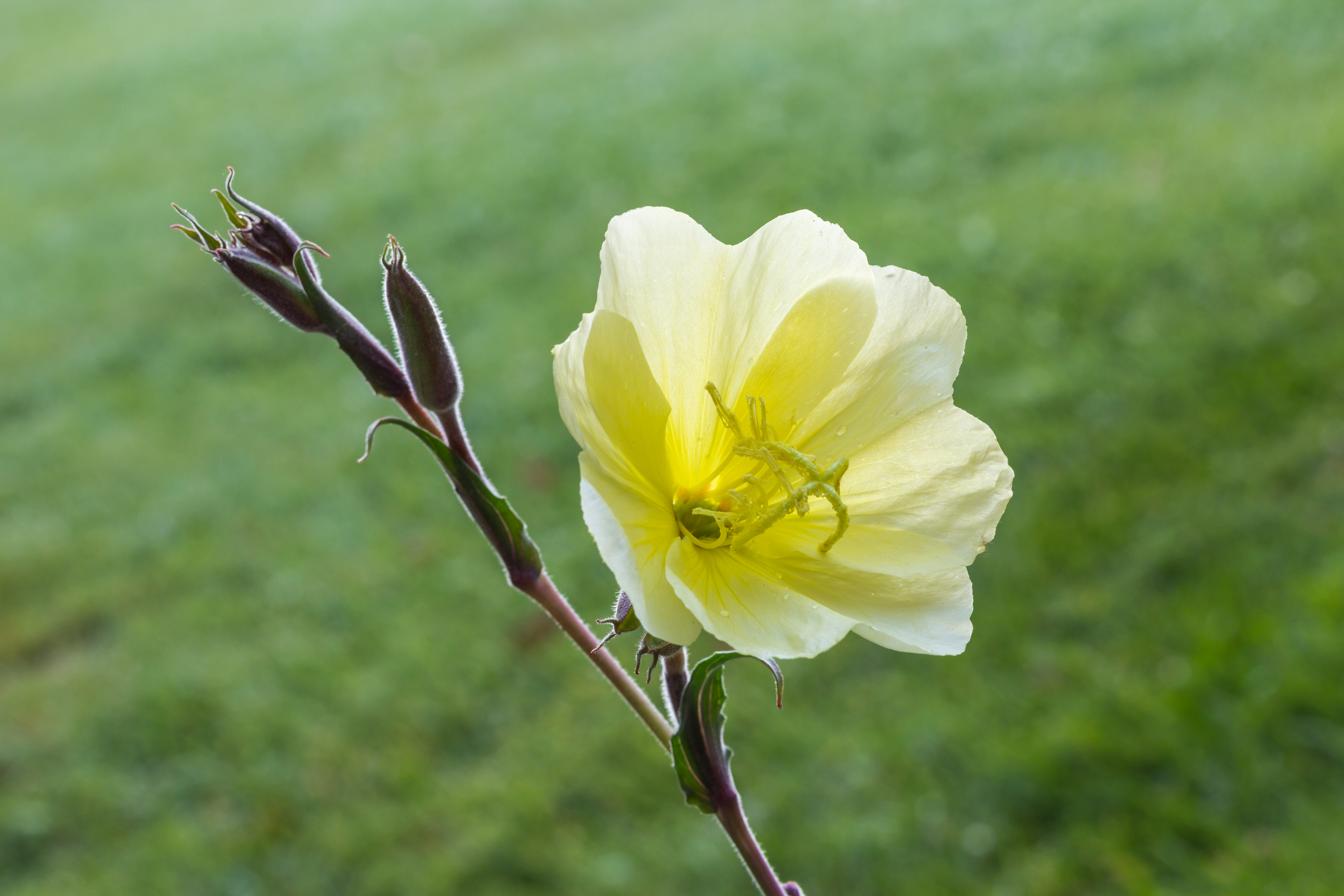
Fleur dOenothera stricta.

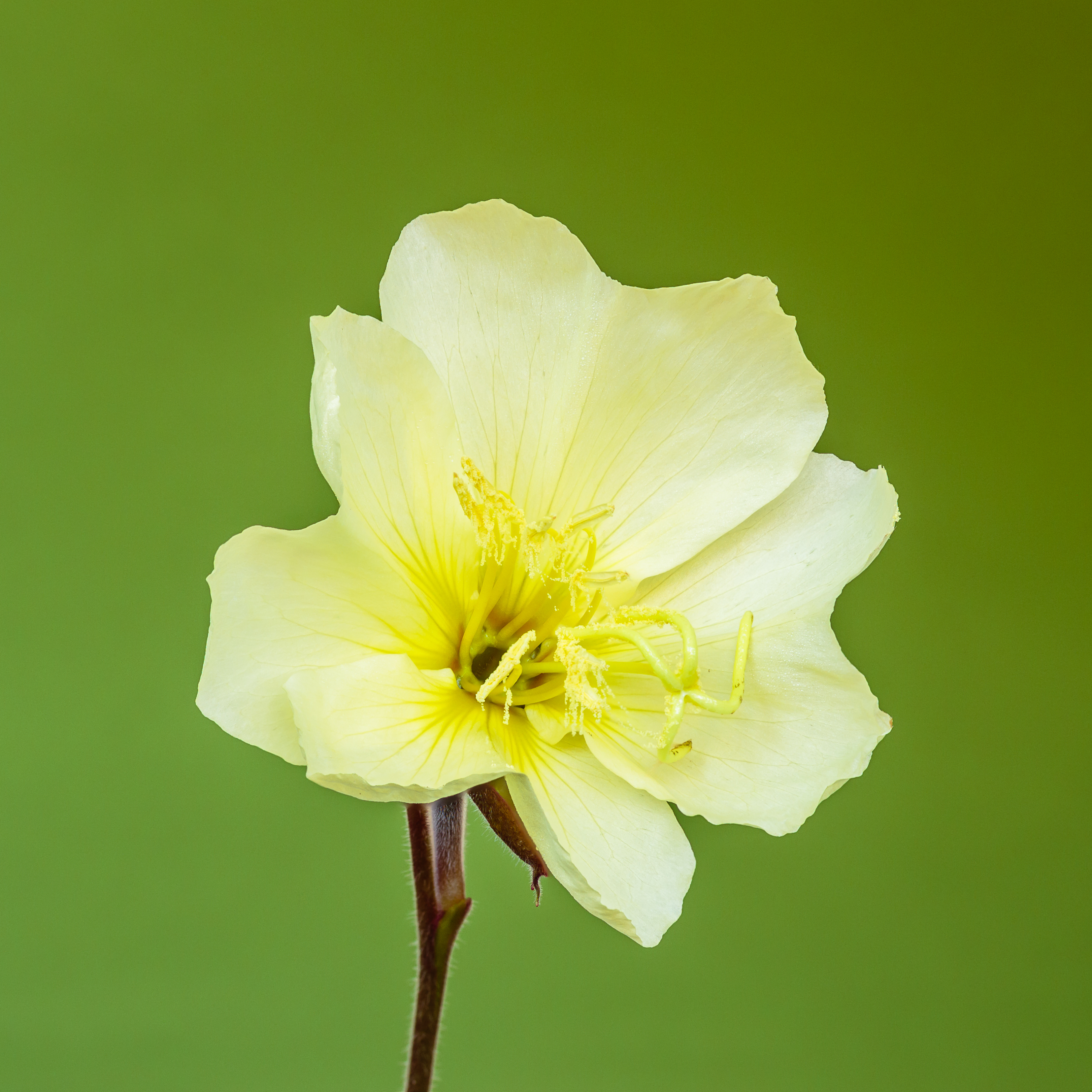
Autre fleur d'œnothère strié, diamètre : 62 mm.

## Utilisation thérapeutique
(juin 2017).
Si vous disposez d'ouvrages ou d'articles de référence ou si vous connaissez des sites web de qualité traitant du thème abordé ici, merci de compléter l'article en donnant les références utiles à sa vérifiabilité et en les liant à la section « Notes et références ».
On extrait des graines de l'onagre une huile riche en acides gras essentiels oméga-6, utilisée dans le traitement du syndrome prémenstruel et contre la peau sèche et l'eczéma, mais l’efficacité est controversée.
Contres-indications : 
- L’huile d’onagre a déjà été associée à une fréquence accrue de crises épileptiques chez quelques personnes ; la prudence est donc indiquée chez les épileptiques et autres personnes prédisposées.
- L'huile d'onagre ne présente aucune toxicité mais cependant les personnes atteintes de maladie mentale qui sont sujettes à des épisodes de manie devraient éviter l’huile d’onagre car elle peut aggraver cette affection.
- L'huile d'onagre peut parfois occasionner de légères nausées, des maux d'estomac ou de tête ainsi que des selles molles ceci peut facilement être évité en consommant cette huile au milieu du repas.
- Chez la femme enceinte ou pendant l'allaitement, il est préférable de consulter un médecin.

## Pollinisation
Les papillons de nuit (hétérocères) suivants pollinisent l'Oenothera :
- le Sphinx de l'épilobe, Proserpinus proserpina (Sphingidae)
- le Grand sphinx de la vigne, Deilephila elpenor (Sphingidae)

## Piège à papillons
Certaines de ces plantes, originaires d'Amérique centrale, peuvent constituer un piège pour certains papillons, notamment pour le Moro-sphinx qui butine Oenothera speciosa tout en restant en vol stationnaire en utilisant une longue trompe. Celle-ci reste souvent coincée dans l'étroit conduit qu'elle doit emprunter pour puiser le nectar et l'animal, à force de se débattre pour se libérer, finit par en mourir avant d'y être parvenu.